# Anomobryum yasudae
Anomobryum yasudae är en bladmossart som beskrevs av Brotherus 1921. Anomobryum yasudae ingår i släktet Anomobryum och familjen Bryaceae. Inga underarter finns listade i Catalogue of Life.